# Marija Paleolog (kraljica)
Marija Paleolog (grč. Μαρία Παλαιολογίνα, srp. Марија Палеолог) bila je kraljica Srpskog Kraljevstva.
Nije poznato kada je rođena. Njezini su roditelji bili guverner Soluna Ivan Paleolog i njegova žena Irena Metochitissa, kći Teodora Metohita.
Nakon što je umrla njegova prva žena Teodora Smilec, srpski je kralj Stefan Uroš III. 1324. oženio Mariju. Čini se da su odnosi kralja i kraljice bili dobri jer je brak trajao do kraljeve smrti. Marija je potom postala redovnica Marta. 
Marija je mužu rodila jednog sina, Simeona Uroša. On je bio otac Marije Anđeline Doukaine Palaiologine.
Marija je rodila i dvije kćeri, Jelenu i Teodoru.  
Umrla je 7. travnja 1355. te je pokopana u Skoplju.